# Russell-River-Nationalpark
Der Russell-River-Nationalpark (englisch Russell River National Park) ist ein 54,2 Quadratkilometer großer Nationalpark in Queensland, Australien. Seit 1988 ist er wegen seiner natürlichen Schönheit, Artenvielfalt, Evolutionsgeschichte und als Habitat für zahlreiche bedrohte Tierarten als UNESCO-Weltnaturerbe Wet Tropics of Queensland gelistet.

## Lage
Der Park befindet sich in der Region North Queensland und liegt etwa 28 Kilometer nördlich von Innisfail und 45 Kilometer südlich von Cairns. Er umfasst die Ästuare des Russell und Mulgrave Rivers. Zu erreichen ist der Park über die Bramston Beach Road die südlich von Mirriwinni vom Bruce Highway in östliche Richtung nach Bramston Beach abzweigt. Von hier gelangt man in nördliche Richtung in den Nationalpark.
In der Nachbarschaft liegen die Nationalparks Frankland Group, Wooroonooran, Eubenangee Swamp, Ella Bay und Moresby Range.

## Einrichtungen und Zufahrt
Die Zufahrt, die nur mit Allradfahrzeugen möglich ist, führt über den Sandstrand, der an manchen Stellen lediglich 30 Meter breit ist. Auf der einen Seite begrenzt durch Bäche und Süßwasserlagunen, auf der anderen durch das Korallenmeer. Hier befinden sich auch die insgesamt fünf Stellen, an denen Camping erlaubt ist.

## Flora und Fauna
Er ist Teil der Coastal Wet Tropics Important Bird Area. Der Park schützt eines der wenigen Gebiete mit ursprünglichem, küstennahen Regenwald und Mangroven.